# 1re armée de choc
Pour les articles homonymes, voir 1re armée.
La 1re armée de choc (en russe : 1-я ударная армия) est une unité de l'Armée rouge  qui a combattu durant la Grande Guerre patriotique.

## Création
La 1re armée de choc  est formée le 21 novembre 1941, à partir de troupes de la 19e armée, placées en réserve à Zagorsk près de Moscou.
Lors de sa formation elle occupe des positions défensive sur le Canal de Moscou-Krasnaya Polyana (ru)-Dmitrov sur le front nord de Moscou.
À l'origine, la 1re armée de choc est composée des
- 133e division de fusiliers
- 29e brigade de fusiliers
- 44e brigade de fusiliers
- 47e brigade de fusiliers (ru)
- 50e brigade de fusiliers
- 55e brigade de fusiliers (ru)
- 56e brigade de fusiliers
- 71e brigade de fusiliers marins (ru)
- 84e brigade de fusiliers
- 17e division de cavalerie de montagne (ru)
- 11 bataillons de ski (1er, 3e, 4e, 5e, 6e, 7e, 8e, 16e, 18e, 19e, 20e)
- Artillerie et DCA (701e régiment d'artillerie (ru) du RVGK (réserve de la Stavka), éléments des 3e, 14e et 38e divisions de mortier de la Garde)
- 2 bataillons chars (123e et 133e bataillons de chars)
- 1 régiment d'artillerie
- Aviation (711e régiment de bombardiers légers)
- Génie militaire (éléments du 214e bataillon de génie)

L'ensemble des brigades de fusiliers était formé avec le personnel de la marine du Pacifique.

## Historique
Après avoir participé aux contre-attaques pour dégager Moscou, à partir de novembre 1941, dans le secteur Nord, la 1re armée de choc est retirée du front, mise en réserve, puis dirigée, par avion, le 2 février sur le front Nord-Ouest dans le secteur de Demiansk où elle participe dans le cadre de l'offensive d'hiver 1941-1942 aux combats de la Poche de Demiansk.
Elle reste dans le secteur et participe aux offensives de février 1943 contre le corridor de Ramushevo et Demiansk, qui sera libérée par l'Armée rouge le 1er mars 1943 avec la retraite des troupes allemandes. Le 19 mars 1943, elle est à la pointe de l'offensive pour dégager Staraïa Roussa et la zone du lac Ilmen.
Rattachée au 2e front de la Baltique elle participe en janvier 1944 à l'offensive Leningrad-Novgorod.
Réafectée au 3e front de la Baltique elle participe aux opérations offensives de Pskov-Ostrov du 17 au 31 juillet, Tartu du 10 août au 6 septembre puis Riga du 14 septembre au 22 octobre.
Elle lutte à travers les pays baltes et fait partie du groupe d'armée soviétique qui piège les forces allemandes positionnées dans la péninsule de Courlande, en particulier dans le Nord de la Lettonie
Afin de venir à bout des troupes allemandes encerclée, la 1re armée de choc est renforcée et comporte alors 10 divisions de fusiliers, 3 divisions d'artillerie et 1 brigade blindée.
La 1re armée de choc est dissoute en septembre 1945 et son état major est dirigé sur le Turkestan.

## Commandants
- Novembre 1941 - mai 1942 : lieutenant-général Vassili Ivanovitch Kouznetsov
- Juin 1942 - novembre 1942 : lieutenant-général Vladimir Zakharovitch Romanovski
- Décembre 1942 - février 1943 : lieutenant-général Vassili Ivanovitch Morozov (ru)
- Mars 1943 - Mars 1944 : lieutenant-général Guennadi Petrovitch Korotkov (ru)
- Avril 1944 - mai 1944 : colonel-général Nikandre Evlampievitch Tchibisov (ru)
- Juin 1944 - février 1945 : lieutenant-général Nikanor Zakhvataïev
- Mars 1945 - septembre 1945 : lieutenant-général Vladimir Nikolaïevitch Razouvaïev (ru)

## Composition
Composition de la 1re armée de choc début mai 1945 :
- 1er corps :
  - 306e division de fusiliers
  - 344e division de fusiliers
  - 357e division de fusiliers
- 8e corps estonien :
  - 7e division de fusiliers estonienne
  - 249e division de fusiliers estonienne
- 119e corps :
  - 201e division de fusiliers
  - 360e division de fusiliers
  - 374e division de fusiliers
- 123e corps :
  - 21e division de fusiliers de la Garde
  - 376e division de fusiliers
- 34e brigade de chars de la Garde (ru)
- sept régiments de chars et de canons d'assaut
- trois divisions d'artillerie
- une brigade d'artillerie